# Kidderia aupouria
Kidderia aupouria är en musselart. Kidderia aupouria ingår i släktet Kidderia och familjen Cyamiidae.

## Underarter
Arten delas in i följande underarter:
- K. a. aupouria
- K. a. fiordlandica